# Kristallolumineszcencia
A kristallolumineszcencia az a fizikai jelenség, amikor egy anyag kristályosodása során fényt bocsát ki magából.

## Megfigyelések
A kristályosodáskor keletkező fényjelenségeket már néhány évszázaddal ezelőtt, korábban is  megfigyelték.
A képerősítő technika tanulmányozása során megfigyelték a kristályok fénykibocsátását, ez esetben a NaCl, vagyis a közönséges konyhasó viselkedését a kristályosodás folyamán. A kristályosodást indukálja, ha koncentrált hidrogén-kloridot adnak telített NaCL oldathoz. Azt tapasztalták, hogy a kristályosodás kezdeti állapotában a sókristály  közel 10 000 fotont (390 -570 nm tartományban) emittál.
Feltételezve, hogy a fénykibocsátás társul a növekvő kristály - amorf kristály átalakulásához, egy egyszerű termodinamikai érv alapján, ez akkor fordul elő, amikor a kristály átmérője 0.0000001 m (0.1 mikron) nagyságrendben van.
Összehasonlítva a kristallolumineszcens spektrumot a fotólumineszcens spektrummal az oldott NaCl esetében, a fénykibocsátás a NaCl kristályosodásakor keletkezik. A kutatások szerint a hosszan tartó kristallolumineszcens fénykibocsátások (az egészen néhány másodpercig tartók) megfelelnek a kristály nagyfokú túltelítődési folyamataival.
1973-ban felfedezték (Research Laboratory, Tokió), hogy a keton és az acetonitril  keverékének kristályosodásakor  kékesfehér fényt emittál 77 kelvinen.

## Magyarázat
A kristallolumineszcencia jelenségét régóta ismerik, de ellenőrzött és elfogadott tudományos magyarázat nincs a jelenségre. Egy új gócképződési elmélet próbál magyarázatot találni a jelenségre, mely a klaszter populációdinamikán és kvantummechanikai számításokon alapul. Az elmélet igazolására még számos kísérletre van szükség.

## Felhasználás
Egy oldat túltelítettsége és a kristálymag kristallolumineszkáló felvillanása között idő telik el. Ez az idő arányosan csökken az oldat koncentrációjának megfelelően. Ez a jelenség felhasználható a kristálymag méretének meghatározására.